# Calyptranthes quinoensis
Calyptranthes quinoensis är en myrtenväxtart som beskrevs av Joáo Rodrigues de Mattos. Calyptranthes quinoensis ingår i släktet Calyptranthes och familjen myrtenväxter. Inga underarter finns listade i Catalogue of Life.